# Tour de France 2017/17. Etappe
Die 17. Etappe der Tour de France 2017 fand am 19. Juli 2017 statt. Die Bergetappe führte über 183 Kilometer von La Mure nach Serre Chevalier. Es gab einen Zwischensprint nach 47,5 Kilometern in Allemont sowie vier Bergwertungen, darunter mit dem Col de la Croix de Fer und dem Col du Galibier zwei der hors categorie, eine der ersten und eine der zweiten Kategorie. Auf dem Col du Galibier wurde der Sonderpreis Souvenir Henri Desgrange vergeben.
Sieger wurde Primož Roglič, der sich am Col du Galibier rund 35 Kilometer vor dem Ziel aus einer Ausreißergruppe absetzen konnte, der auch Alberto Contador angehörte, der mit der Roten Rückennummer als kämpferischster Fahrer ausgezeichnet wurde.  Hinter dieser Gruppe bildete sich nach mehreren Angriffen von Romain Bardet eine Verfolgergruppe, der unter anderem der Gesamtführende Chris Froome angehörte, nicht aber der vormalige Gesamtzweite Fabio Aru. Michael Matthews übernahm das Grüne Trikot von Marcel Kittel, der zu Beginn der Etappe schwer stürzte und das Rennen aufgeben musste.

## Punktewertungen
| Zwischensprint in Allemont nach 47,5 km auf 714 m |                        |                        |         |
| 1.                                                | Australien             | Michael Matthews (SUN) | 20 Pkt. |
| 2.                                                | Belgien                | Thomas De Gendt (LTS)  | 17 Pkt. |
| 3.                                                | Kolumbien              | Darwin Atapuma (UAD)   | 15 Pkt. |
| 4.                                                | Vereinigtes Konigreich | Ben Swift (UAD)        | 13 Pkt. |
| 5.                                                | Spanien                | Daniel Navarro (COF)   | 11 Pkt. |
| 6.                                                | Osterreich             | Michael Gogl (TFS)     | 10 Pkt. |
| 7.                                                | Belgien                | Serge Pauwels (DDD)    | 9 Pkt.  |
| 8.                                                | Niederlande            | Bauke Mollema (TFS)    | 8 Pkt.  |
| 9.                                                | Niederlande            | Marco Minnaard (WGG)   | 7 Pkt.  |
| 10.                                               | Niederlande            | Dylan van Baarle (CDT) | 6 Pkt.  |
| 11.                                               | Niederlande            | Albert Timmer (SUN)    | 5 Pkt.  |
| 12.                                               | Frankreich             | Nicolas Edet (COF)     | 4 Pkt.  |
| 13.                                               | Frankreich             | Sylvain Chavanel (DEN) | 3 Pkt.  |
| 14.                                               | Frankreich             | Brice Feillu (TFO)     | 2 Pkt.  |
| 15.                                               | Frankreich             | Cyril Gautier (ALM)    | 1 Pkt.  |

| Etappenziel in Serre Chevalier nach 183 km auf 1403 m |                        |                        |         |
| 1.                                                    | Slowenien              | Primož Roglič (TLJ)    | 20 Pkt. |
| 2.                                                    | Kolumbien              | Rigoberto Urán (CDT)   | 17 Pkt. |
| 3.                                                    | Vereinigtes Konigreich | Chris Froome (SKY)     | 15 Pkt. |
| 4.                                                    | Frankreich             | Romain Bardet (ALM)    | 13 Pkt. |
| 5.                                                    | Frankreich             | Warren Barguil (SUN)   | 11 Pkt. |
| 6.                                                    | Spanien                | Mikel Landa (SKY)      | 10 Pkt. |
| 7.                                                    | Irland                 | Daniel Martin (QST)    | 9 Pkt.  |
| 8.                                                    | Spanien                | Alberto Contador (TFS) | 8 Pkt.  |
| 9.                                                    | Sudafrika              | Louis Meintjes (UAD)   | 7 Pkt.  |
| 10.                                                   | Italien                | Fabio Aru (AST)        | 6 Pkt.  |
| 11.                                                   | Schweiz                | Mathias Frank (ALM)    | 5 Pkt.  |
| 12.                                                   | Kolumbien              | Darwin Atapuma (UAD)   | 4 Pkt.  |
| 13.                                                   | Belgien                | Serge Pauwels (DDD)    | 3 Pkt.  |
| 14.                                                   | Vereinigtes Konigreich | Simon Yates (ORS)      | 2 Pkt.  |
| 15.                                                   | Spanien                | Daniel Navarro (COF)   | 1 Pkt.  |

## Aufgaben
- Thibaut Pinot (FDJ): Aufgabe
- Marcel Kittel (QST): Aufgabe während der Etappe, nach Sturz
- Marcel Sieberg (LTS): nicht zur Etappe angetreten
- Daniel McLay (TFO): Aufgabe während der Etappe